# Amphiura leptobrachia
Amphiura leptobrachia is een slangster uit de familie Amphiuridae.
De wetenschappelijke naam van de soort werd in 1942 gepubliceerd door Murakami.